# Cutulau (Ort)
Cutulau ist ein osttimoresischer Ort in der Aldeia Cutulau (Suco Leorema, Verwaltungsamt Bazartete, Gemeinde Liquiçá). Das Dorf liegt am Gipfel des Foho Cutulau, Liquiçás höchsten Bergs. Das Ortszentrum befindet sich östlich des Gipfels auf einer Meereshöhe von 1249 m. Auf dem Gipfel des Cutulau befindet sich eine Sendeanlage der Telkomcel. Nach Osten führt eine Straße zum Dorf Buku Mera, eine weitere nach Süden zum Doppeldorf Baura/Urema und eine Dritte nach Norden nach Bazartete, dem Hauptort des Verwaltungsamtes.
Südöstlich von Cutulau entspringt der Pahiklan, ein Nebenfluss des Rio Comoros.